# 阿尔科亚诺体育俱乐部
阿尔科亚诺体育俱乐部（Club Deportivo Alcoyano），西班牙东部阿尔科伊市的一个足球俱乐部，成立于1929年。该队现参加西班牙皇家足協甲組聯賽。